# شين دوهيرتي
شين دوهيرتي (بالإنجليزية: Sean Doherty)‏ (10 فبراير 1985 في المملكة المتحدة - ) هو لاعب كرة قدم بريطاني في مركز الوسط. شارك مع منتخب إنجلترا تحت 17 سنة لكرة القدم ومنتخب إنجلترا تحت 21 سنة لكرة القدم. أما مع النوادي، فقد لعب مع أدو دين هاغ وإيه إف سي ليفربول وبورت فايل ورويال أنتويرب ونادي أكرينغتون ستانلي ونادي بلاكبول ونادي ساوثبورت ونادي سليغو روفرز ونادي فولهام ونادي مارين ‏ ونادي ويتون ألبيون وColwyn Bay F.C. ‏ وDroylsden F.C. ‏.

## وصلات خارجية
- شين دوهيرتي على موقع قاعدة بيانات كرة القدم.إي يو (الإنجليزية)
- شين دوهيرتي على موقع Soccerbase.com (لاعب) (الإنجليزية)
- شين دوهيرتي على موقع Soccerway.com (الإنجليزية)